# Ozola leptogonia
Ozola leptogonia là một loài bướm đêm trong họ Geometridae.